# Eria baniae
Eria baniae är en orkidéart som beskrevs av Bajrach., L.R.Shakya och Chettri. Eria baniae ingår i släktet Eria och familjen orkidéer.
Artens utbredningsområde är Nepal. Inga underarter finns listade i Catalogue of Life.